# Ed Lauter
Ed Lauter (Long Island, Nueva York; 30 de octubre de 1938 - Los Ángeles, California; 16 de octubre de 2013) fue un actor estadounidense.

## Carrera
Nacido en Long Island, New York, Estados Unidos. Comenzó su carrera de actor como invitado en un capítulo de la serie Mannix. Su primera película fue The Magnificent Seven Ride! 1972 con Lee Van Cleef. También actuó en los clásicos Bad Company (1972) , The Last American Hero (1973), French Connection II (1975),  King Kong (1976), The White Buffalo (1977), Death Wish 3 (1985), Raw Deal (1986), Born on the Fourth of July (1989), y en la comedia Revenge of the Nerds II: Nerds in Paradise (1987).
Lauter es recordado por interpretar al Capitán John Sebastian Cain en las series de televisión The Misadventures of Sheriff Lobo - B. J. and the Bear (1979-1981). Como actor invitado pasó por muchas series de televisión: Kojak, Baretta, The Rockford Files, The A-Team, Magnum, P.I., Miami Vice, The X-Files, Kung Fu: The Legend Continues y muchas más. También protagonizó la serie Golden Years (1991).
El 16 de octubre de 2013, dos semanas antes de cumplir 75 años, Lauter murió de mesotelioma , una forma rara de cáncer, diagnosticado solo cinco meses antes. 
Tras su muerte, la familia de Lauter presentó una demanda por homicidio culposo contra muchas empresas de radiodifusión, automoción y fabricación conocidas por exponer a Lauter al asbesto. La demanda alegó que Lauter estuvo expuesto al asbesto en varios estudios de cine y escenarios durante sus 40 años de carrera como actor en Los Ángeles.
Casado cinco veces, le sobrevivió su quinta esposa, Mia Lauter, y sus cuatro hijos de matrimonios anteriores.  Continuó trabajando hasta unos meses antes de su muerte, completando papeles en varias películas aún por estrenar después de su muerte. 
Para honrar su trabajo, se creó la Fundación Ed Lauter, que otorga una beca anualmente a los aspirantes a actores jóvenes. 

## Filmografía
- 1972: The Magnificent Seven Ride!
- 1972: The New Centurions
- 1972: Bad Company
- 1972: Rage
- 1973: The Last American Hero
- 1974: The Midnight Man
- 1974: The Longest Yard
- 1975: French Connection II
- 1975: Satan's Triangle
- 1976: Family Plot
- 1976: King Kong
- 1977: The White Buffalo
- 1978: Magic
- 1979: Undercover with the KKK
- 1979: B.J. and the Bear
- 1979: The Misadventures of Sheriff Lobo
- 1980: Loose Shoes
- 1981: Death Hunt
- 1981: The Amateur
- 1982: Timerider: The Adventure of Lyle Swann
- 1983: Cujo
- 1984: Lassiter
- 1985: Death Wish 3
- 1985: Real Genius
- 1985: Girls Just Want to Have Fun
- 1986: Raw Deal
- 1986: Youngblood
- 1986: The Last Days of Patton
- 1987: Revenge of the Nerds II: Nerds in Paradise
- 1989: Born on the Fourth of July
- 1992: Judgement
- 1993: True Romance
- 1993: Traición al jurado
- 1994: Wagons East
- 1995: Digital Man
- 1996: The Sweeper
- 1998: Top of the World
- 2000: Gentleman B.
- 2001: Farewell, My Love
- 2003: Seabiscuit
- 2005: The Longest Yard
- 2007: Camille
- 2007: A Modern Twain Story: The Prince and the Pauper
- 2008: Operation Shock and Awe... some
- 2009: Godspeed
- 2010: Taken by Force
- 2012: Golpe de Efecto ; Trouble with the Curve.